# Aiguavés
Un aiguavés és la part de la casa mallorquina típica que correspon a la declivitat de la teulada que la cobreix.
Les cases mallorquines típiques se solen considerar dividides en dos aiguavessos (l'aiguavés de davant i l'aiguavés de darrere), corresponents als dos costers o pendents de la teulada. En l'interior, l'aiguavés de davant està separat del de darrere per un arc. L'aiguavés de davant és el corresponent al de la part de casa des del portal d'entrada fins a l'arc, que sol esser una distància de 21 pams (4,20 m); des de l'arc fins a la paret posterior de la casa, és l'aiguavés de darrere, que té normalment les mateixes dimensions. També hi ha cases de tres aiguavessos, que són aquelles en les quals l'espai situat entre l'arc i la paret posterior ve a esser doble que el situat entre la paret anterior i l'arc, i per tant, la part posterior equival a dos aiguavessos; aquestes cases tenen aiguavés de davant, aiguavés d'enmig i aiguavés de darrere. Aquesta divisió no afecta el pis superior que és de dos aiguavessos.
L'etimologia del mot és l'expressió llatina aquae versu, que significa 'girada de l'aigua'.